# Baragaon
Baragaon és una ciutat i nagar panchayat (equivalent a municipalitat) del districte de Jhansi a l'estat d'Uttar Pradesh, Índia, situada a 25° 29′ 00″ N, 78° 43′ 00″ E / 25.4833°N,78.7167°E. Al cens de 2001 hi figura amb 8039 habitants.
Vers el 1690 el maharajà d'Orchha, Udot Singh, va donar al seu germà Diwan Rai Singh, el jagir de Baragaon, relativament extens. A la primera part del segle xviii, a la mort de Rai Singh, el principat de Baragaon es va dividir en vuit hasht (parts) entre els seus fills i es van formar els anomenats Hasht-Bhaiya (Hasht = part, Bhaiya = germà).